# 스즈키 슌이치 (1910년)
스즈키 슌이치(일본어: 鈴木 俊一, 1910년 11월 6일~2010년 5월 14일)는 4선 도쿄도지사를 지낸 일본의 정치인이다.

## 생애
1910년 11월 6일에 도쿄부 기타타마군 나카가미촌(현 도쿄도 아키시마시)에서 태어났다. 아버지가 야마가타현 출신이라 스스로를 야마가타현 출신이라 소개하기도 한다. 도쿄부립 제이중학교와 구제 제삼고등학교를 거쳐 1933년에 도쿄제국대학(현 도쿄 대학) 법학부 정치학과를 졸업하고 내무성 관료가 되었다. 1947년 12월 31일 내무성이 해체된 뒤에는 지방자치청에 배속되었으며 1950년부터 1957년까지 자치청 차장을 지냈다. 1957년 8월에 자치사무차관에 취임해 1958년까지 재임했다. 차장·차관으로 있는 동안 「지방자치법」, 「지방재정법」, 「자치대학교 설치법」, 「지방공영기업법」, 「지방세법」, 「공직선거법」 등 지방자치 관련 법률과 도쿄도의 제도 성립에 진력했다.
1958년 6월 제2차 기시 내각에서 내각관방부장관(사무 담당)을 역임하며 헌법조사회 간사를 겸임했다. 1959년 6월 12일 도쿄도지사 아즈마 료타로 밑에서 도쿄도 부지사에 취임하여 1967년까지 재임했다. 의학자 출신인 아즈마는 행정에 정통하지 못했기에 1964년 하계 올림픽 개최 등 고도경제성장기의 도정 실무는 사실상 부지사인 스즈키가 도맡았다.
2선 지사를 지낸 뒤 아즈마는 1967년 도쿄도지사 선거 불출마를 표명했다. 자유민주당은 스즈키에게 도지사 선거 출마를 권했지만 혁신계가 당시 지명도가 높은 미노베 료키치를 후보로 옹립하자 승산이 없다고 생각해 출마하지 않았다. 대신 자민당은 민주사회당이 옹립한 릿쿄 대학 총장 마쓰시타 마사토시를 지지했지만 일본사회당과 일본공산당의 지지를 받은 미노베에게 패배했다.
아즈마와 함께 부지사에서 물러난 스즈키는 1970년 세계 박람회 사무총장, 수도고속도로공단 이사장 등을 역임했다.
그러다가 1979년 도쿄도지사 선거에 자민당·공명당·민사당·신자유클럽 등 4당의 추천을 받고 출마했다. 미노베가 3선을 끝으로 4선 불출마를 선언했기에 사회당과 공산당은 일본노동조합총평의회 의장 오타 가오루를 지지했다. 스즈키는 오타와 4선 의원을 지낸 아소 요시카타를 꺾고 당선돼 제9대 도쿄도지사에 취임했다. 이후 스즈키는 4선 지사를 지내게 된다. 한편 헤이세이 시대의 도쿄도지사 중 유일하게 국회의원 경험이 없다는 기록도 세웠다.
도지사가 된 스즈키가 처음 직면한 과제는 전임 지사 미노베가 남긴 막대한 재정 적자를 해소하는 문제였다. 스즈키는 노인의료비 무료화를 폐지하는 등 복지를 대폭 삭감하고 도청 직원의 급여를 깎았다. 이를 통해 2기 임기를 시작할 때는 도의 재정이 흑자로 전환될 수 있었다. 하지만 3기 임기 때는 도청사를 마루노우치에서 신주쿠로 옮기고 도쿄 국제 포럼·에도 도쿄 박물관·도쿄 임해 부도심 등으로 대표되는 전시행정을 추진해 엄청난 부채를 짊어지게 되었다. 이는 스즈키 자신이 겨우 흑자로 되돌려놓은 도의 재정을 적자로 되돌리는 결과를 초래했다.
4선을 노리던 스즈키는 1991년 도쿄도지사 선거에 출마했다. 하지만 자유민주당 간사장 오자와 이치로는 스즈키가 아닌 전 NHK 기자 이소무라 히사노리를 옹립했다. 당시 자민당은 참의원에서 과반을 상실한 상태였기에 원활한 국정 운영을 위해 공명당의 협력이 절실했다. 그런데 공명당은 자체적으로 80세 이상인 정치인을 배제하는 정책을 실시하고 있었기에 자민당은 딱 80세가 되었던 스즈키를 추천하기 어려웠다. 이에 스즈키 대신 옹립된 후보가 민사당이 추천한 이소무라였다.
하지만 가스야 시게루 등 자유민주당 도쿄도연합회는 여전히 스즈키를 지지했다. 이들은 당 집행부가 일방적으로 결정했다며 스즈키 대신 이소무라를 옹립한 결정에 반발했고 스즈키도 도쿄도연합회의 추천을 받아 4선 출마를 강행했다. 이에 당 본부와 연합회가 서로 다른 후보자를 추천하는 이례적인 사태가 전개됐다. 스즈키는 고령에 대한 비판을 극복하고자 유세 현장에서 스트레칭을 선보이는 등 젊음을 어필했고 이소무라는 목욕탕에서 고령자들의 등을 밀어주는 퍼포먼스를 보였다. 결과적으로 스즈키가 4선에 성공했지만 60%에 육박했던 이전 득표율에 비하면 50%에도 미치지 못했다. 이는 스즈키 반대파의 표가 이소무라 외에도 공산당의 추천을 받은 하타다 시게오, 사회당의 추천을 받은 오하라 미쓰노리로 분산된 덕을 본 것이었다. 이소무라를 옹립한 오자와는 간사장에서 물러났다.
4기 도정 땐 사회당이 자민당과 함께 연립여당을 구성했다. 이때 도쿄 메트로폴리탄 텔레비전이 개국하는 등의 성과를 냈지만 잃어버린 10년이 시작돼 도의 재정은 더욱 악화일로를 걸었다.
스즈키가 5선에 불출마하자 자민당은 내각관방부장관을 역임한 이시하라 노부오를 옹립했지만 5선 참의원 의원을 지낸 아오시마 유키오에게 패배했다. 스즈키는 세계도시박람회 개최를 계획하고 있었는데 이것이 도지사 선거의 쟁점이 되었고 이시하라는 취임 이후 박람회 중지를 결정했다. 스즈키는 같은 해에 발생한 도쿄 지하철 사린 사건을 두고 도정에 사린을 뿌렸다고 발언했다가 여론의 뭇매를 맞았다.
2008년 제2회 고토 신페이상을 수상했다.
2010년 5월 14일 도쿄도의 자택에서 사망했다. 향년 99세. 아오시마의 후임 도지사인 이시하라 신타로가 21일 기자회견에서 스즈키의 서거를 언급하며 스즈키를 지방자치의 거성이라 치켜세웠다.

## 역대 선거 기록
|  | 43.28% |

|  | 60.16% |

|  | 57.81% |

|  | 49.94% |

| 전임 미노베 료키치 | 제9·10·11·12대 도쿄도지사 1979년 4월 23일~1995년 4월 22일 | 후임 아오시마 유키오 |